# Comuna Vețel, Hunedoara
Vețel (în maghiară. Vecel, în germană: Witzel) este o comună în județul Hunedoara, Transilvania, România, formată din satele Boia Bârzii, Bretelin, Căoi, Herepeia, Leșnic, Mintia, Muncelu Mare, Muncelu Mic, Runcu Mic și Vețel (reședința).

## Așezare
Teritoriul comunei Vețel are o suprafață de 11.389 hectare și este situată în partea central-vestică a județului Hunedoara, în zona de culoar a Mureșului și a Munților Poiana Ruscă. Se învecinează în nord cu comuna Ilia, Brănișca și Șoimuș. Limita dintre acestea fiind constituită de râul Mureș. La est și sud- est se învecinează cu, comunele Pestișul Mic, Cârjiți și municipiul Deva. La sud limita este marcată de comuna Cerbăl, iar la vest limita fiind asigurată de comunele Dobra si Ilia.
Sistemul rural Vețel include doua subsisteme habitaționale caracterizate de așezarea specifică a acestui teritoriu. Subsistemul de culoar al Mureșului unde se includ axial satele Mintia, Vețel si Leșnic și marginal satele Bretelin și Herepeia, apoi urmat de subsistemul Munții Poiana Ruscă în care se includ satele Muncelu Mic, Muncelu Mare, Runcu Mic și Boia Bârzii.

## Demografie
Componența etnică a comunei Vețel
     Români (86,47%)
     Romi (3,67%)
     Maghiari (1,1%)
     Alte etnii (0,64%)
     Necunoscută (8,12%)
Componența confesională a comunei Vețel
     Ortodocși (81,25%)
     Penticostali (4,12%)
     Baptiști (2,03%)
     Romano-catolici (1,32%)
     Alte religii (2,48%)
     Necunoscută (8,8%)
Conform recensământului efectuat în 2021, populația comunei Vețel se ridică la 3.104 locuitori, în creștere față de recensământul anterior din 2011, când fuseseră înregistrați 2.872 de locuitori. Majoritatea locuitorilor sunt români (86,47%), cu minorități de romi (3,67%) și maghiari (1,1%), iar pentru 8,12% nu se cunoaște apartenența etnică. Din punct de vedere confesional, majoritatea locuitorilor sunt ortodocși (81,25%), cu minorități de penticostali (4,12%), baptiști (2,03%) și romano-catolici (1,32%), iar pentru 8,8% nu se cunoaște apartenența confesională.

## Politică și administrație
Comuna Vețel este administrată de un primar și un consiliu local compus din 11 consilieri. Primarul, Gheorghe Capșa[*], de la Partidul Național Liberal, este în funcție din 1 noiembrie 2024. Începând cu alegerile locale din 2024, consiliul local are următoarea componență pe partide politice:
|  | Partid                          | Consilieri | Componența Consiliului | Componența Consiliului | Componența Consiliului | Componența Consiliului | Componența Consiliului |
|  | ------------------------------- | ---------- | ---------------------- | ---------------------- | ---------------------- | ---------------------- | ---------------------- |
|  | Partidul Național Liberal       | 5          |                        |                        |                        |                        |                        |
|  | Partidul Social Democrat        | 4          |                        |                        |                        |                        |                        |
|  | Alianța pentru Unirea Românilor | 2          |                        |                        |                        |                        |                        |

## Aspecte geologice și de relief
Culoarul Mureșului și Poiana Ruscă au fost studiate sub aspect geografic și geontologic, din punct de vedere tectonic, unitatea de relief este una distinctă, bine conturată, grefata pe structuri geologice care-i sporesc coeficientul de identitate. Fundamentul culoarului se acceptă ca fiind structurat la nivelul mai multor hosturi si grebene, care expun aspecte mofologice, fosile.

## Resurse minerale
Comuna Vețel deține în spațiul montan și piemontan mineralizații de sulfuri polimetalice și cuprifere, identificându-se mari rezerve de plumb, zinc, cupru, aur, argint si chiar elemente rare. Multe activități de explorare au avut loc în perimetrul Muncelul Mic și Muncelul Mare. Dezvoltarea comunei Vețel a fost bazata pe minerit până în perioada 1997-1998, când minele au fost închise pe baza că nu mai erau profitabile.

## Floră și faună
Flora este constituită din păduri de foioase și conifere, ce predomină pe întreg culoarul, asttfel:
- Gorun și carpen (reprezentativ pentru formele primare de vegetație) ocupa versanții umbriți.
- Asociații vegetale de cărpineto-făgete, specifică zonei montane si coboară până la culoarul Mureșului.
- Plop și salcie, prezentă in zona luncilor.
- Arbori de arin, regăsită în lungul Mureșului.
- Fagul și mesteacănul, ocupă spațiul platourilor și muceilor din zona montană.

Fauna – specifică teritoriului comunei Vețel și este reprezentată de specii importante care sunt existente pe teritoriul României.
- În zona montană: urs, râs, lup, cerb, vulpe, vidră, uliul, vipera cu corn.
- În zona deluroasă: căprioară, mistreț, cerb lopătar, iepure, dihor, veveriță.
- În luncă pe lângă râuri: castor, vidră, dihor, rațe și gâște sălbatice.

## Populație și obiceiuri
Zona Pădurenilor formată din Muncelu Mare, Muncelu Mic, Boia Bârzii și toate satele așezate în zonă deluroasă sau montană, au reușit să își mai păstreze unele tradiții specifice.
Deși în ziua de astăzi populația nu mai este la fel de numeroasă, acest fapt fiind datorat modului de trai în stil rural, singurul venit fiind din munca cu animalele și a terenurilor, cei mai mulți s-au retras la oraș, cum ar fi Deva.

## Monumente
- Biserica de lemn "Pogorârea Sfântului Duh" din satul Boiu Bârzii, construcție secolul al XVIII-lea, monument istoric
- Biserica de lemn "Cuvioasa Paraschiva" din satul Vulcez, construcție 1790, monument istoric
- Biserica de lemn "Duminica Tuturor Sfinților" din satul Muncelu Mare, construcție 1762, monument istoric
- Biserica de lemn "Cuvioasa Paraschiva" din satul Muncelu Mic, construcție 1869
- Biserica de lemn "Pogorârea Sfântului Duh" din satul Runcu Mic, construcție 1720
- Biserica Sfântul Nicolae din Leșnic, construcție din secolul al XIV-lea, monument istoric
- Biserica Reformată din Mintia, construcție din secolul al XVI-lea, monument istoric
- Castelul Ghyulay Ferencz din Mintia, construcție secolul al XVII-lea, monument istoric
- Parcul castelului din Mintia
- Așezarea romană de la Miciaia (Vețel)

## Imagini

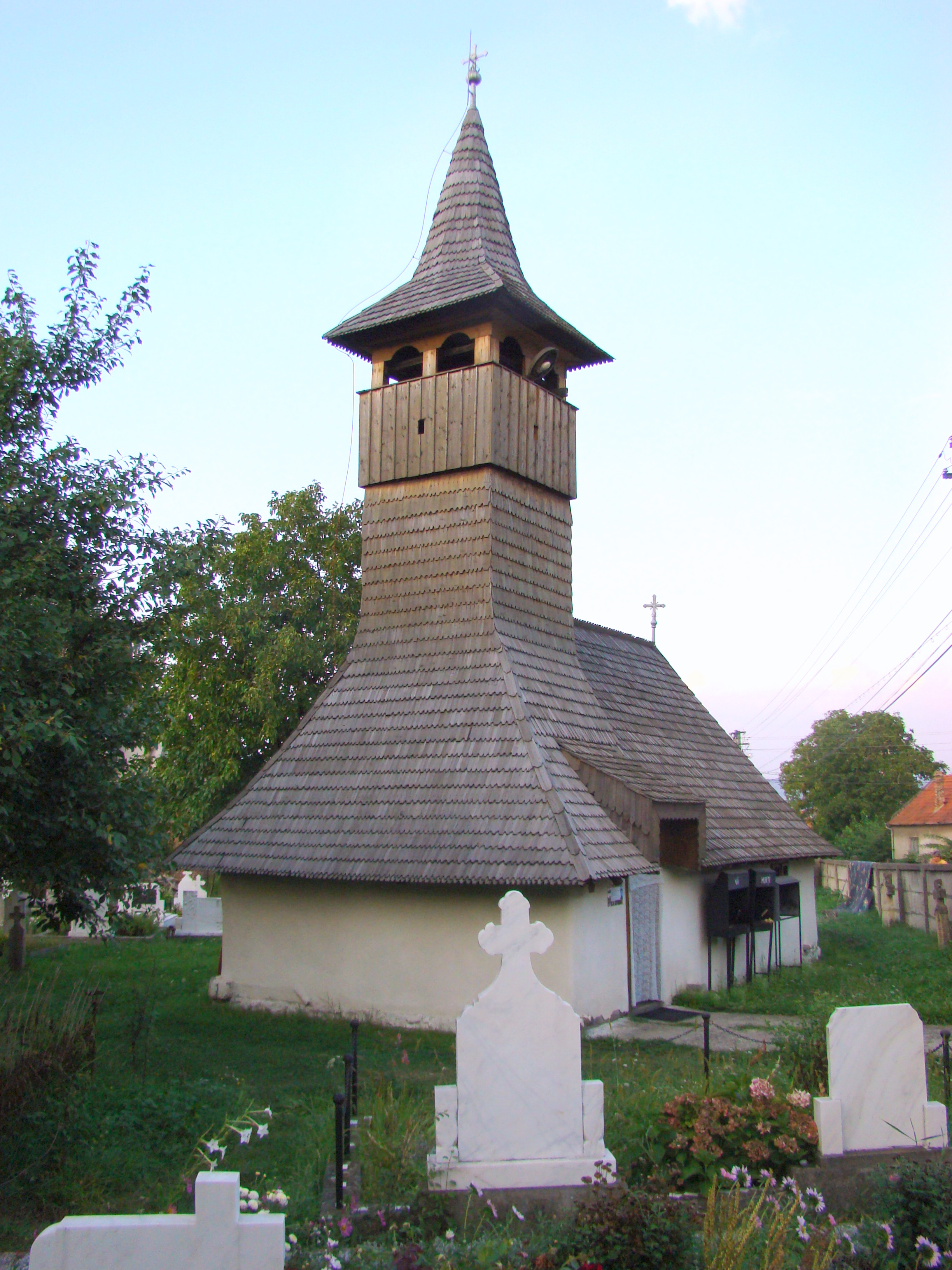
Biserica de lemn din Vețel-Vulcez (monument istoric)
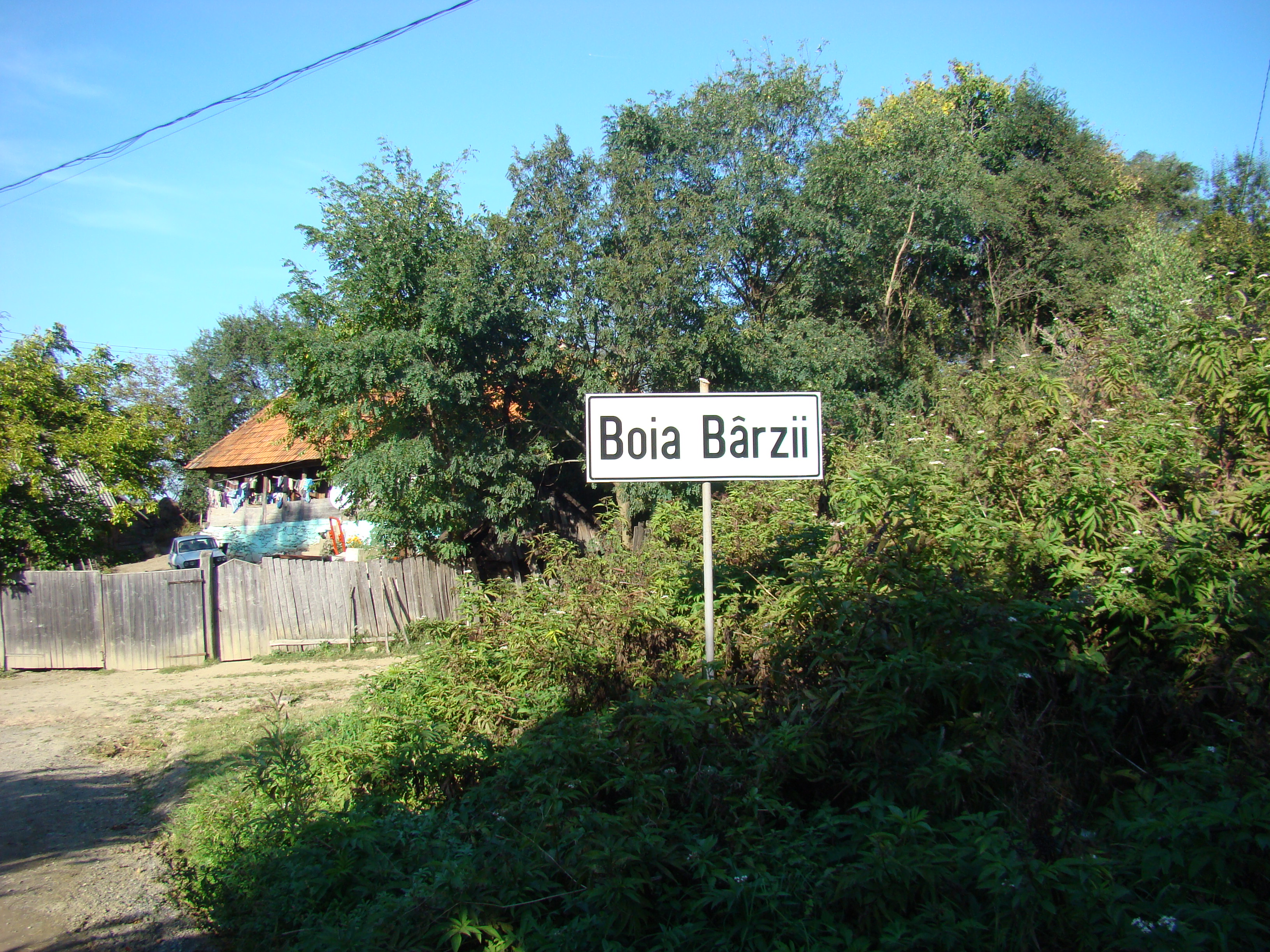
Intrarea în Boia Bârzii
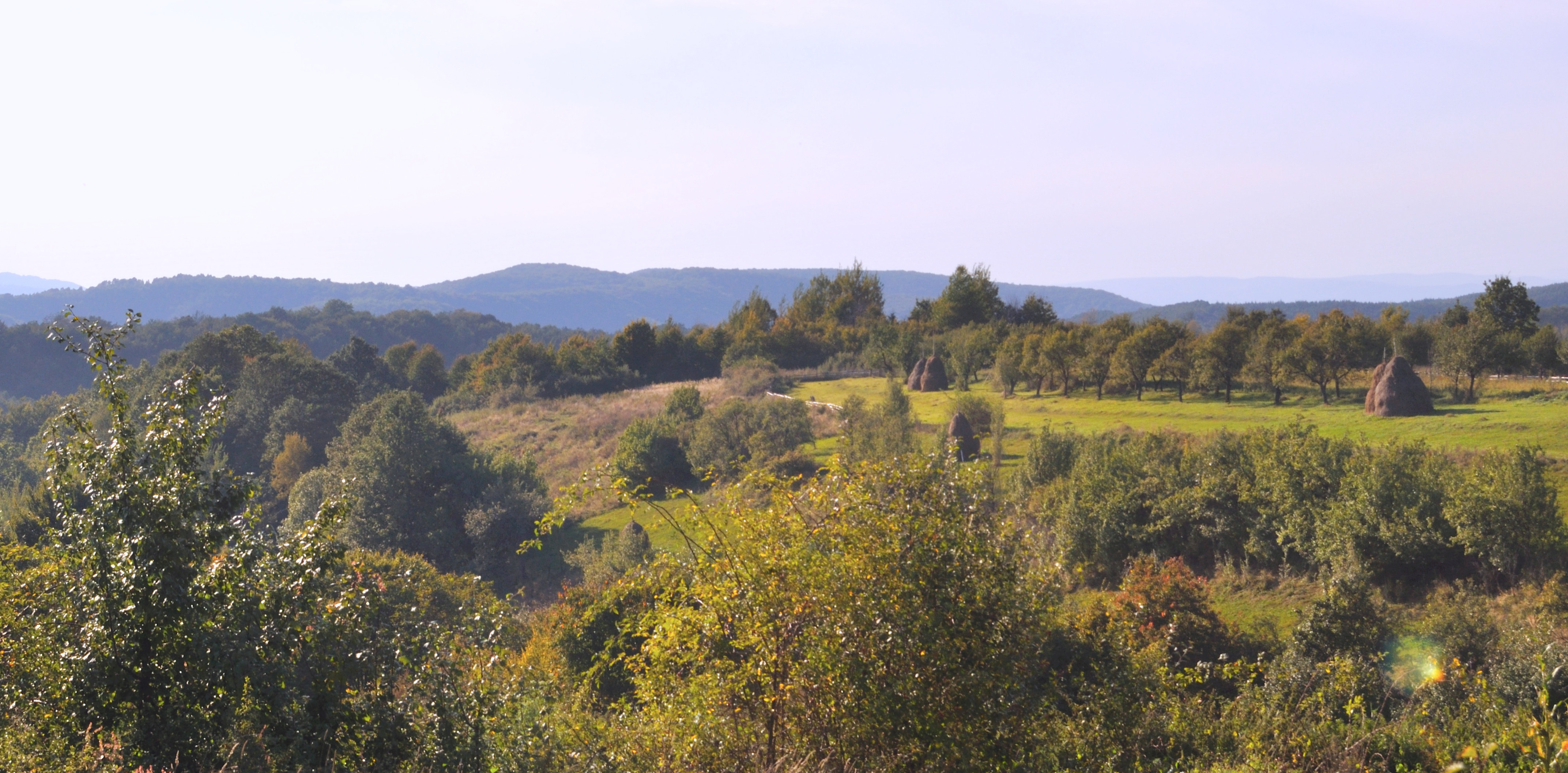
Boia Bârzii
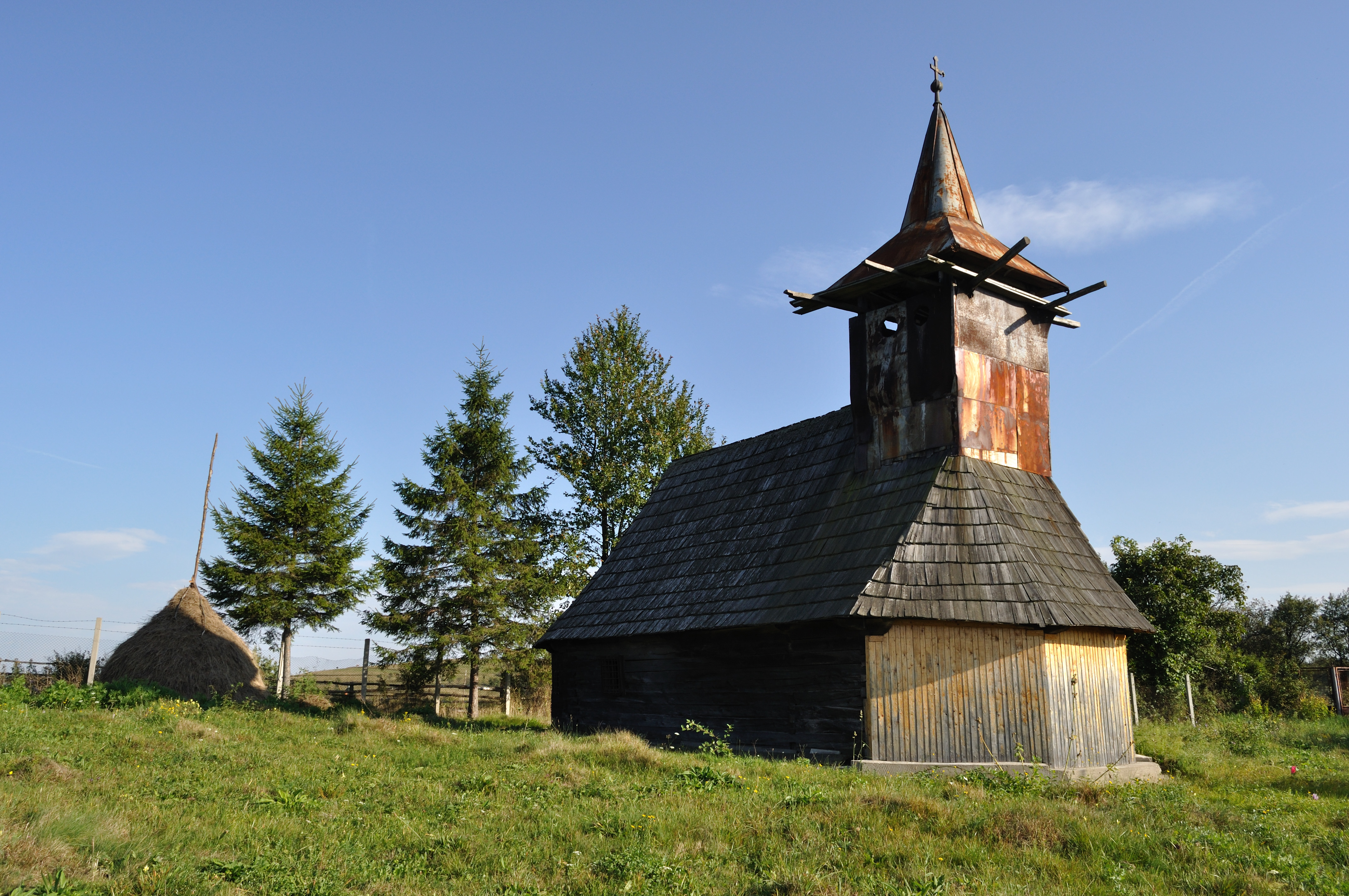
Biserica de lemn „Pogorârea Sântului Duh” din Boia Bârzii (monument istoric)
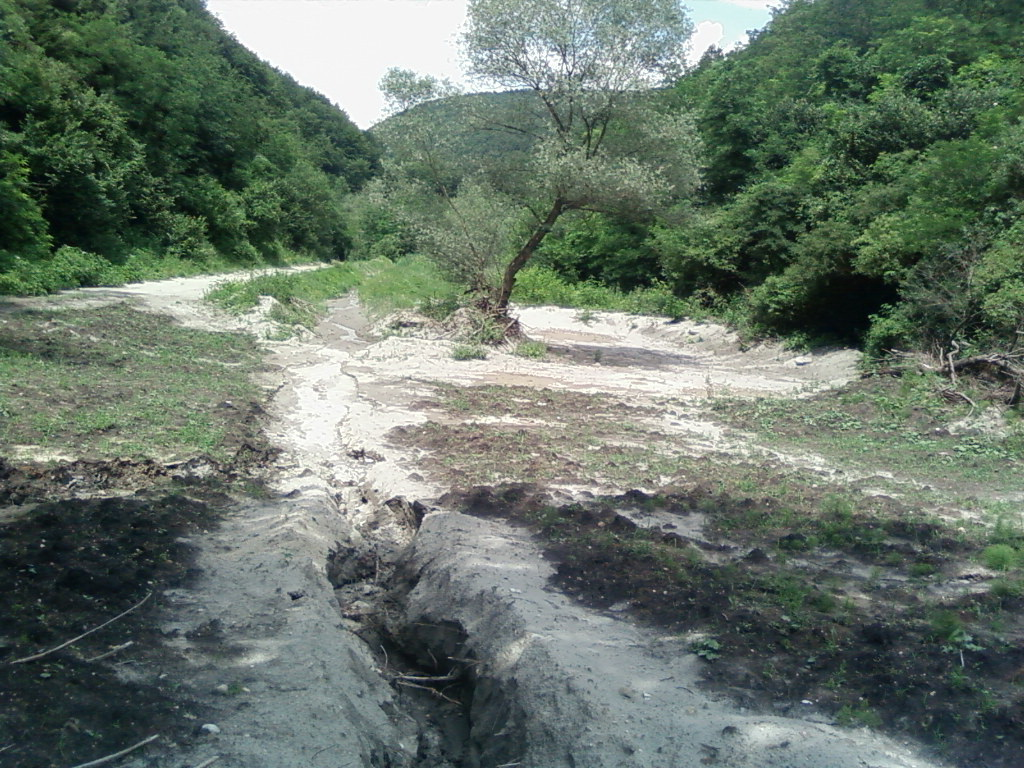
Valea Mare (Bretelin)
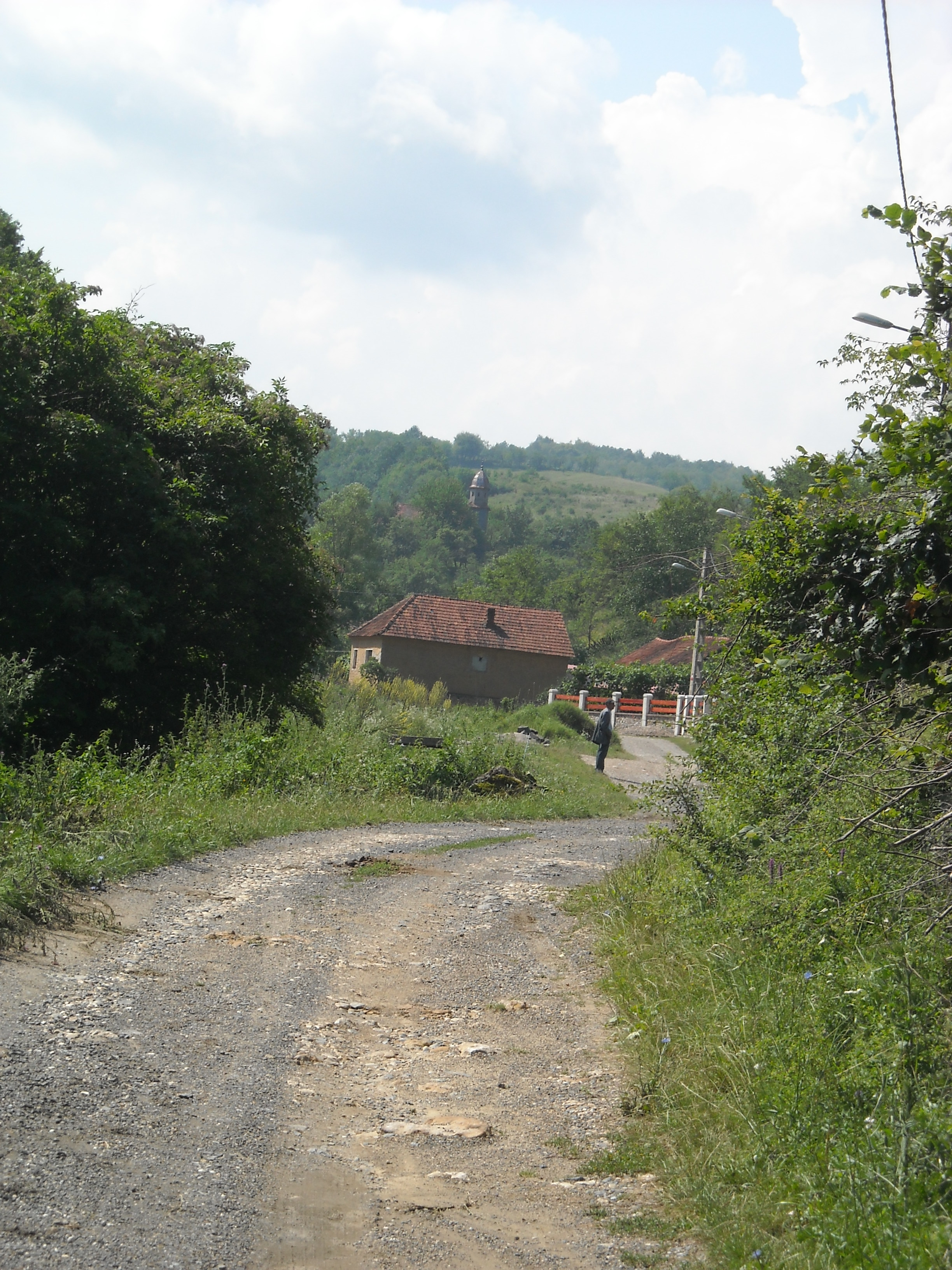
Căoi
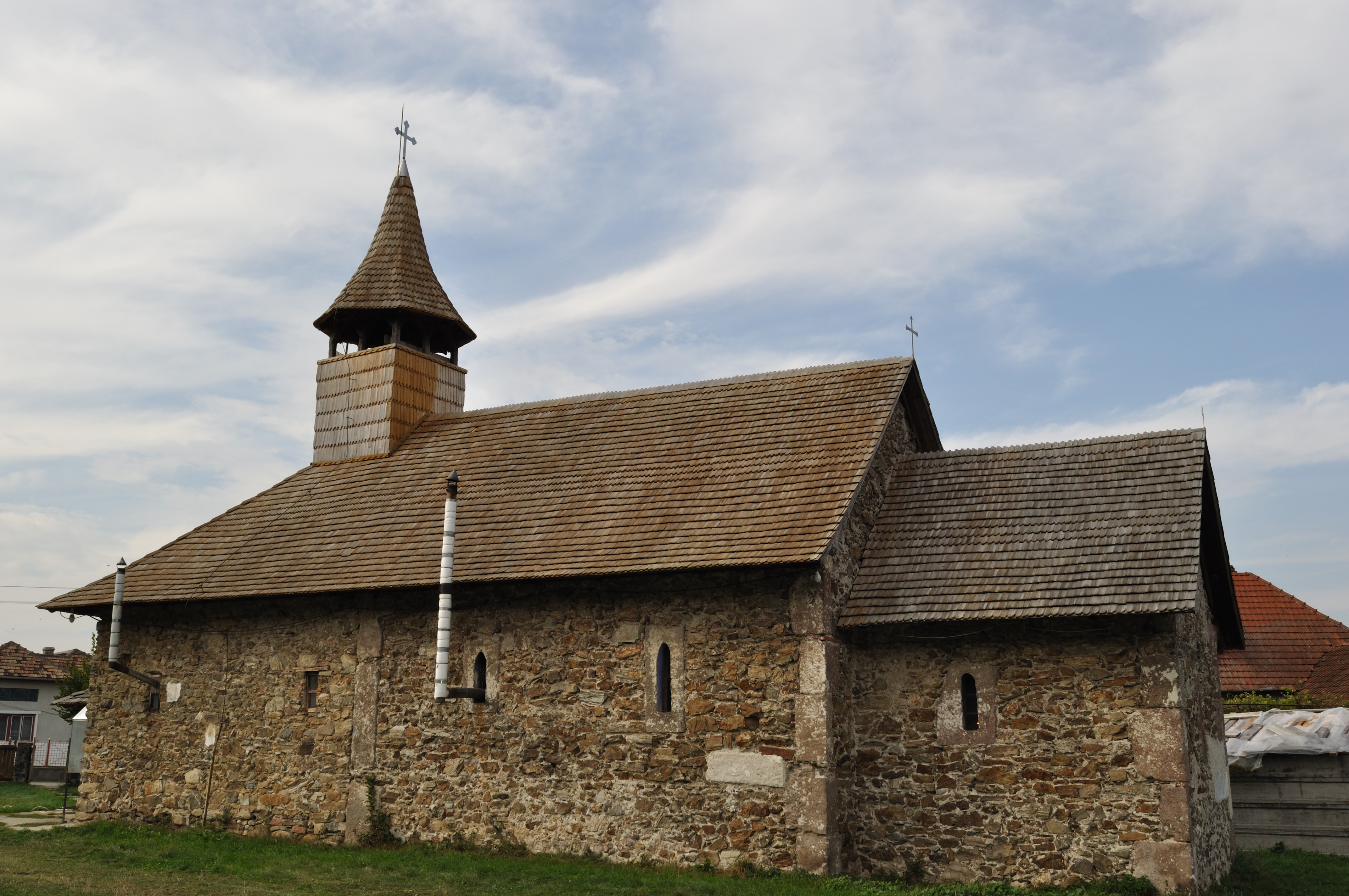
Biserica „Sfântul Nicolae” din Leșnic (monument istoric)
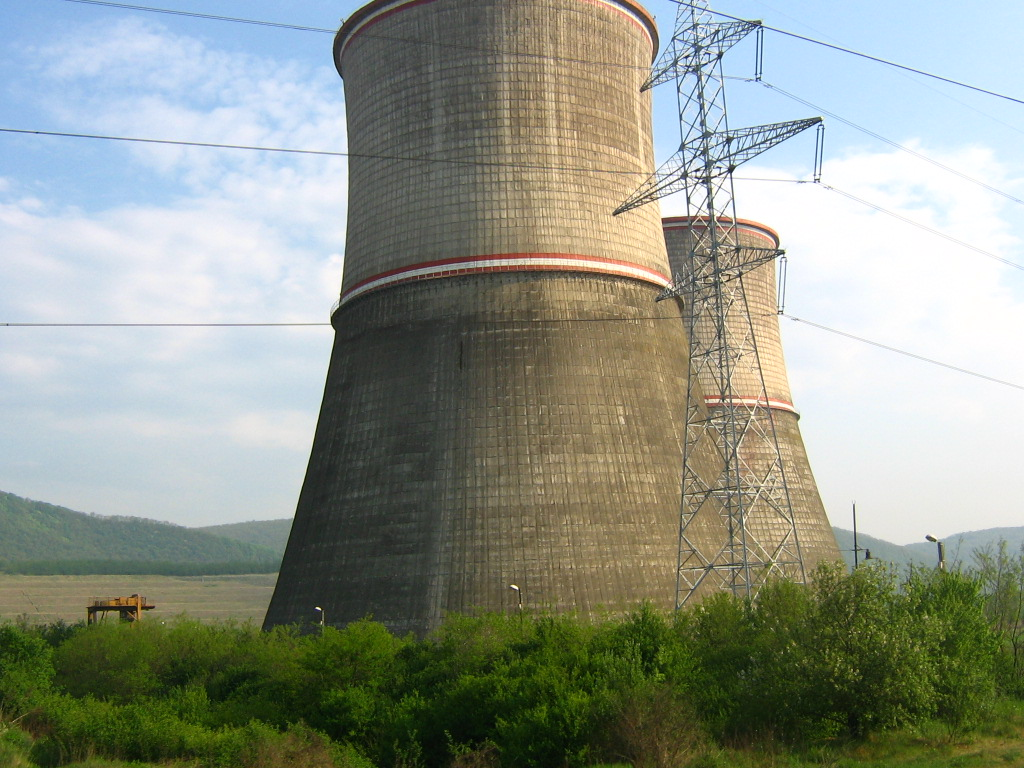
Termocentrala Mintia
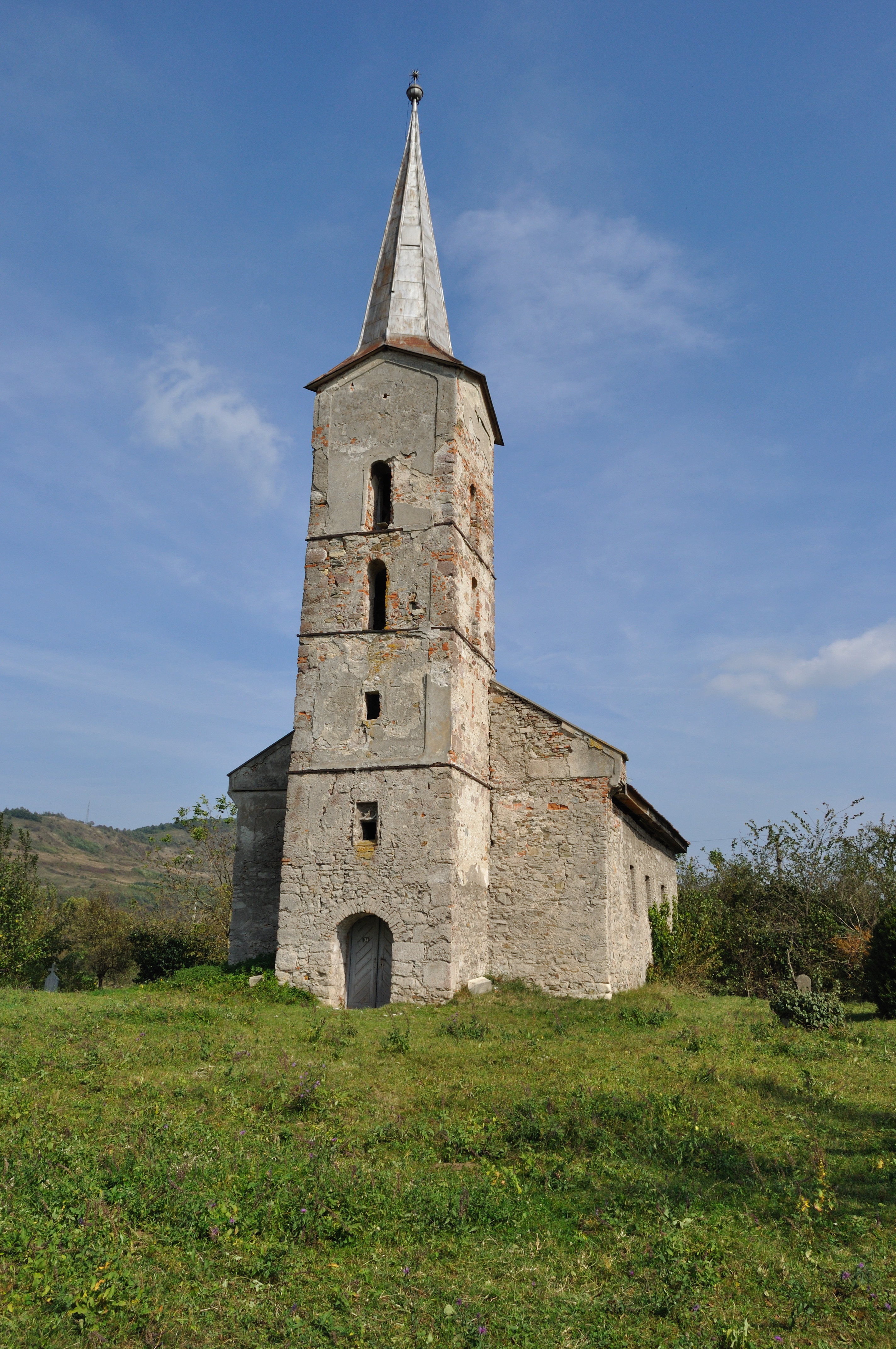
Biserica reformată din Mintia (monument istoric)
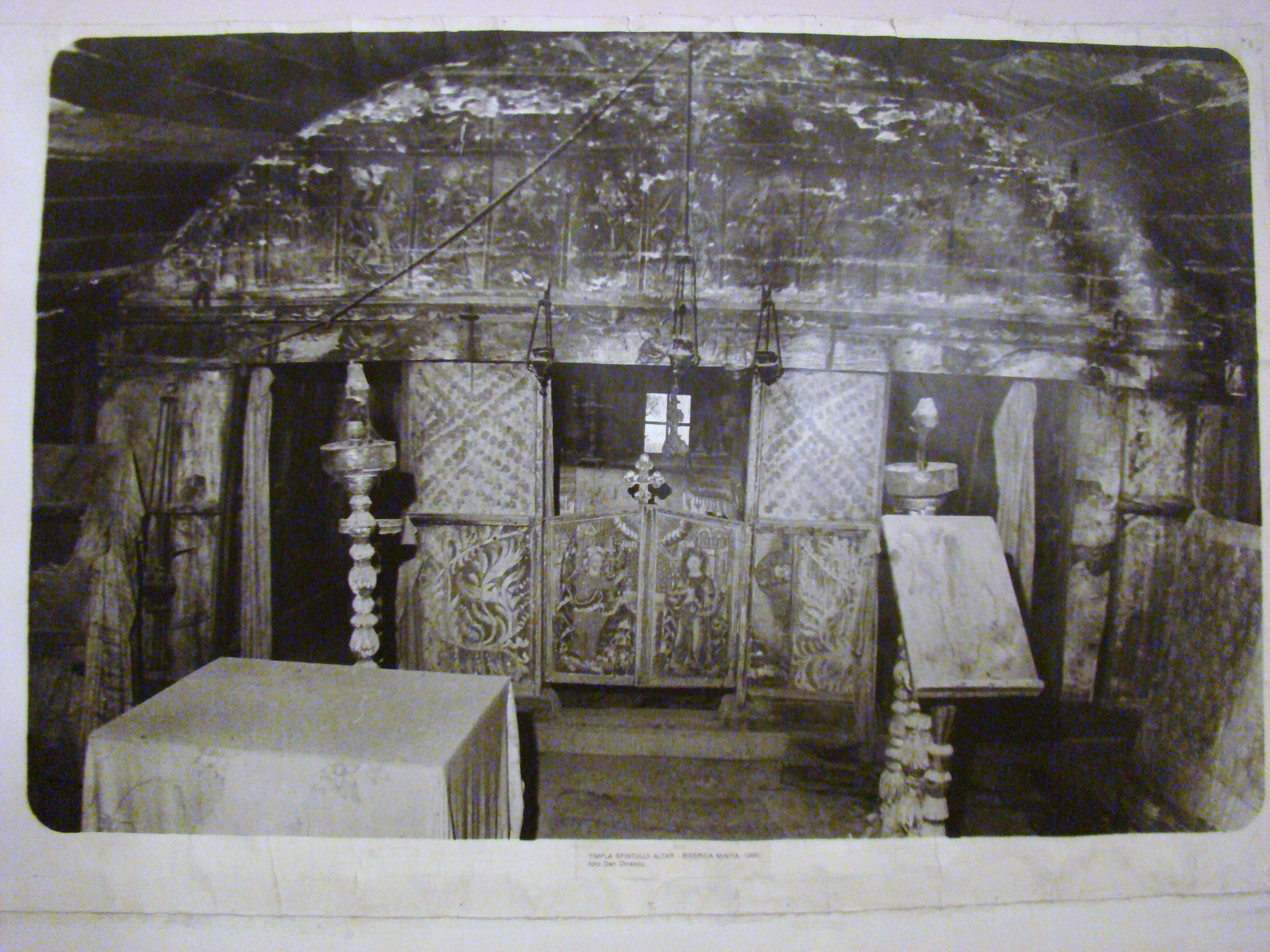
Biserica de lemn din Mintia, Hunedoara, mutată în incinta Muzeului Țăranului Român din București
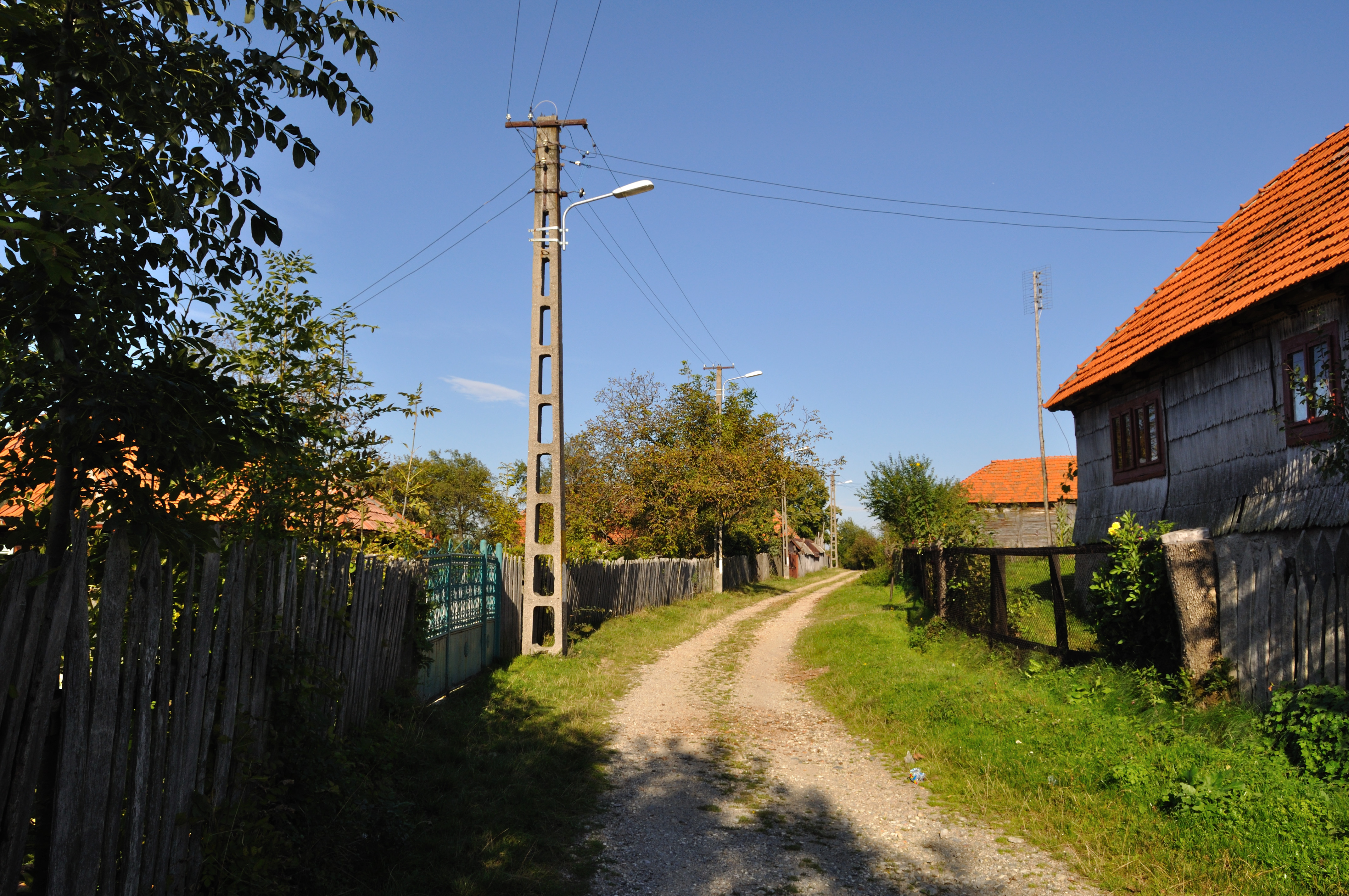
Muncelu Mare
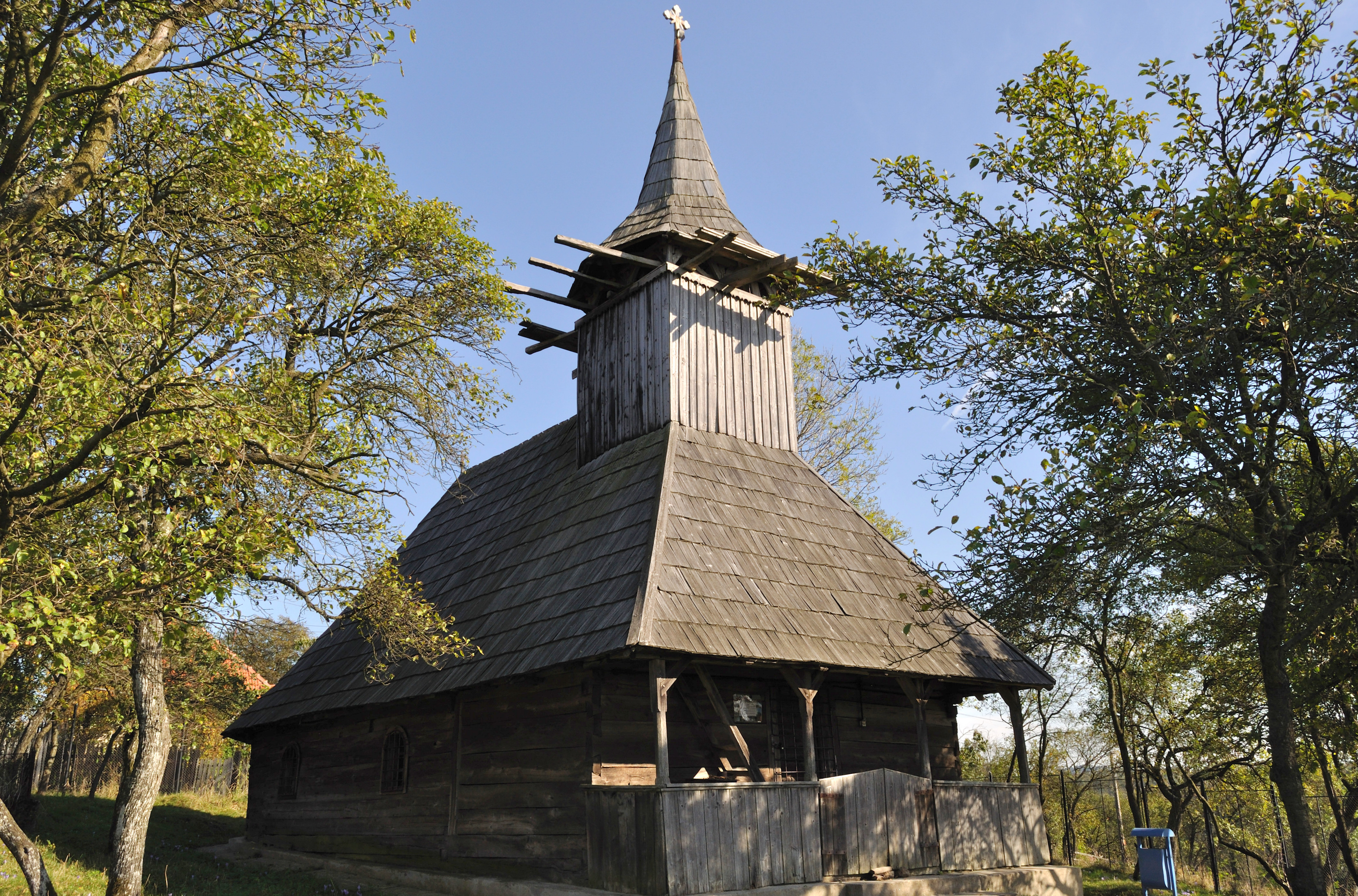
Biserica de lemn din satul Muncelu Mare (monument istoric)
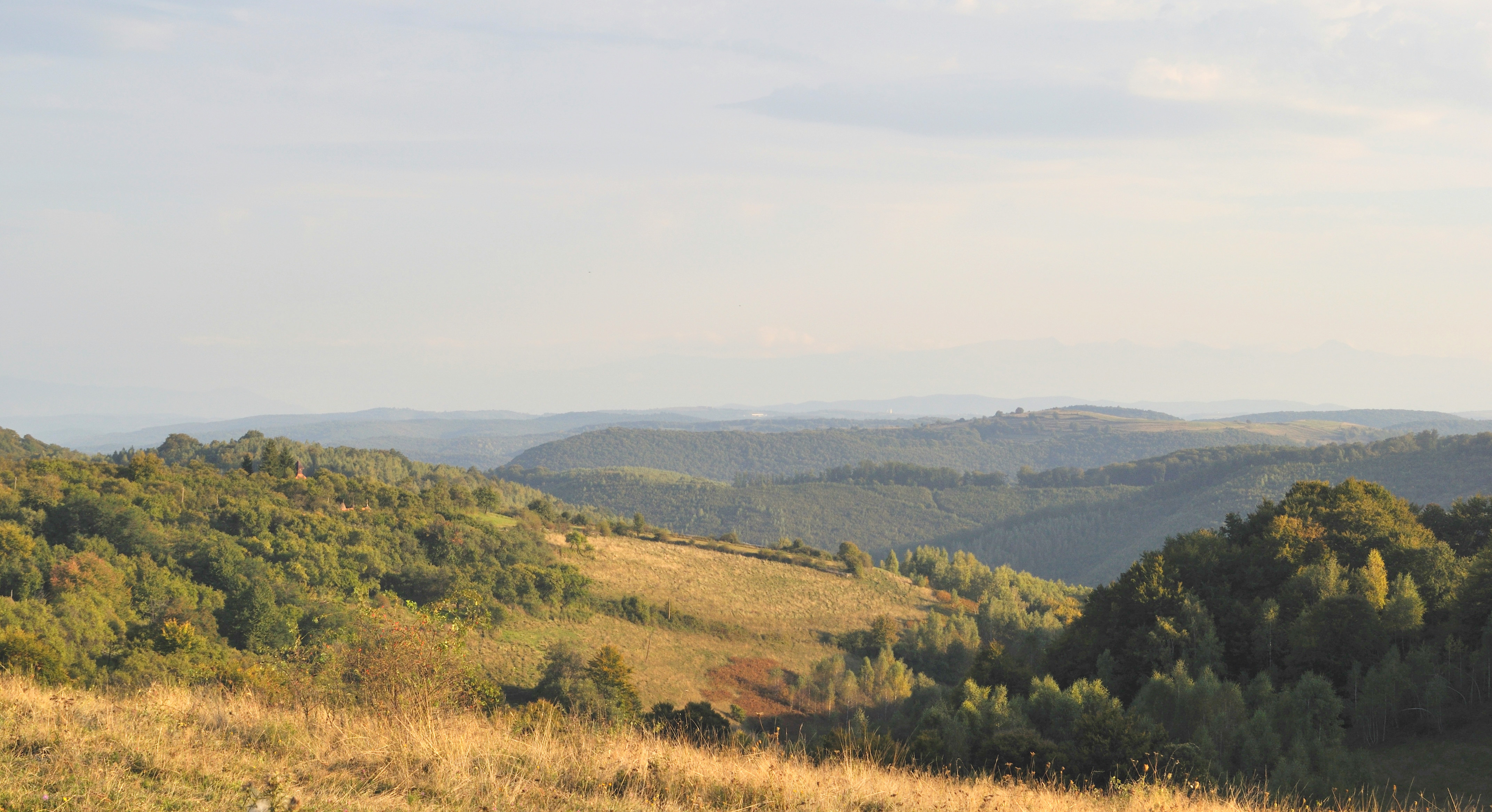
Muncelu Mic
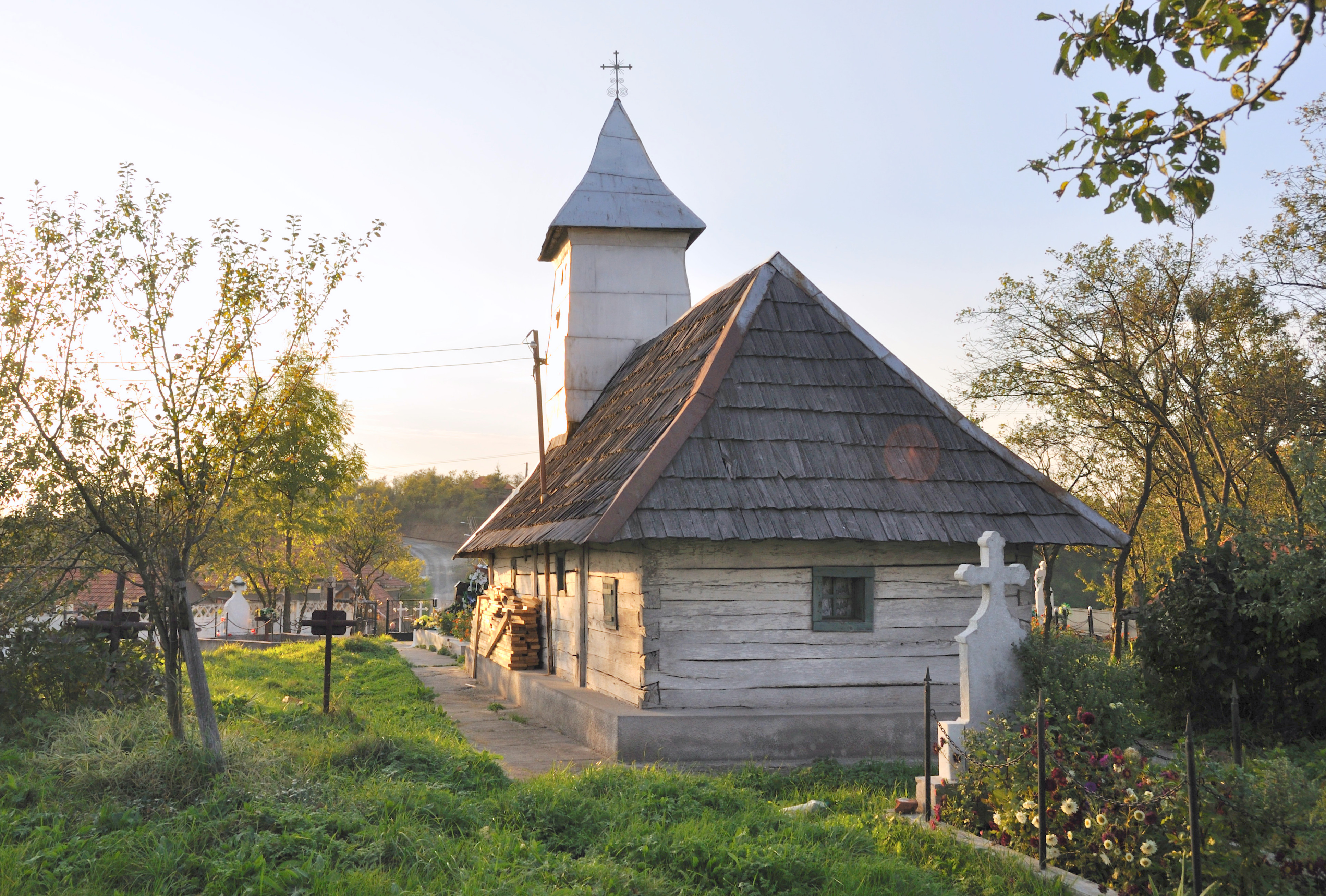
Biserica de lemn din satul Muncelu Mic
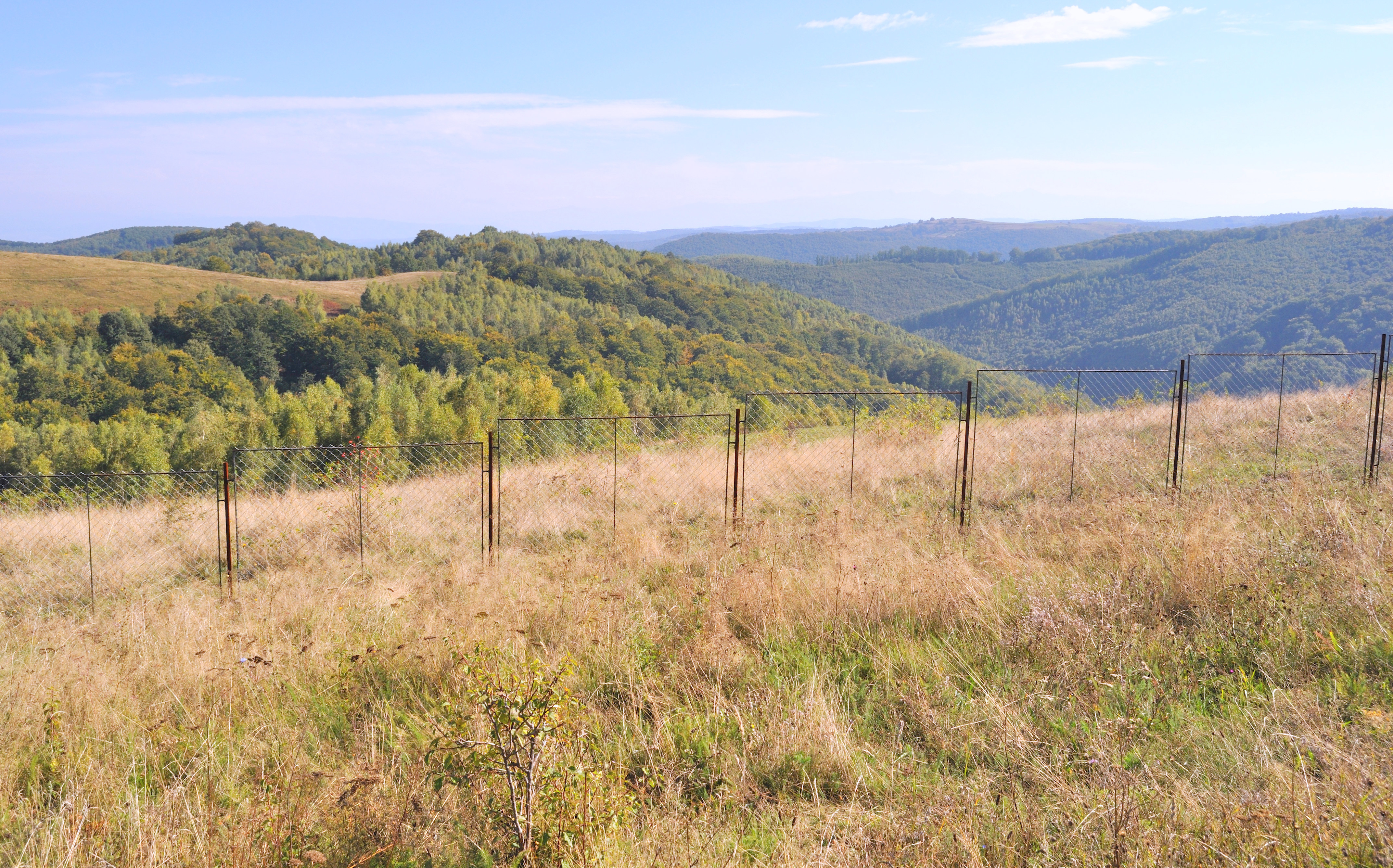
Runcu Mic
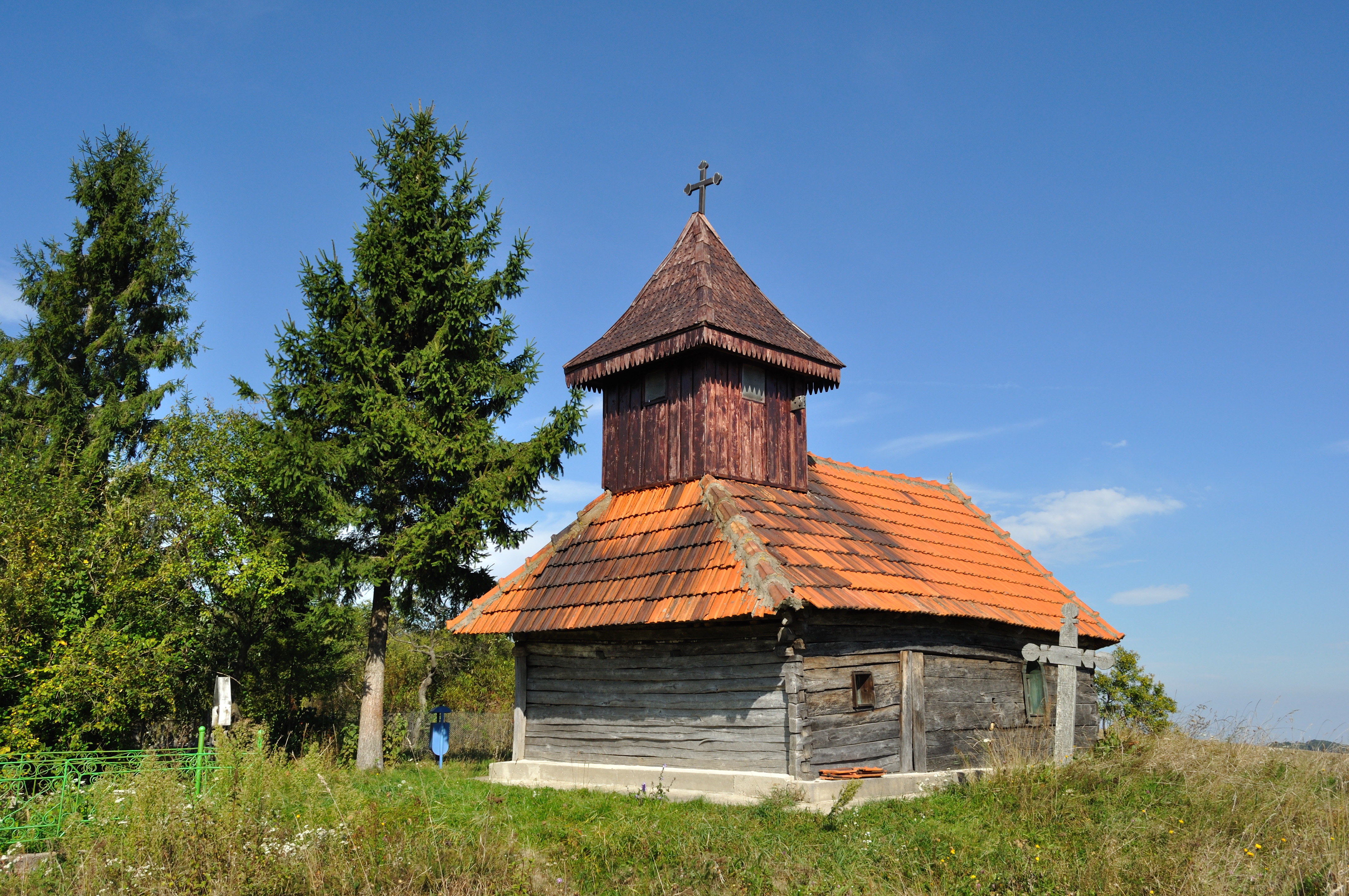
Biserica de lemn „Pogorârea Sfântului Duh” din Runcu Mic